# Estadio de Daegu
El Estadio de Daegu, antiguamente Estadio Mundialista de Daegu (대구월드컵경기장 en hangul, 大邱綜合競技場 en hanja, Daegu World Cup Stadium en inglés), también conocido como Blue Arc es un estadio multifuncional ubicado en la ciudad metropolitana de Daegu (en hangul: 대구 광역시 Daegu Gwangyeoksi), capital de la provincia de Gyeongsang del Norte en Corea del Sur. Es el estadio donde juega de local el Daegu FC en la K-League. Tiene una capacidad de 68 014 espectadores y su construcción terminó en 2001.
En 2011 fue la sede de la 13a edición del Campeonato Mundial de Atletismo.

## Copa Mundial de Fútbol de 2002
- ver Copa Mundial de Fútbol de 2002.

| Fecha      | Selección     | Resultado | Selección      | Ronda        |
| ---------- | ------------- | --------- | -------------- | ------------ |
| 06-06-2002 | Dinamarca     | 1 - 1     | Senegal        | Grupo A      |
| 08-06-2002 | Eslovenia     | 0 - 1     | Sudáfrica      | Grupo B      |
| 10-06-2002 | Corea del Sur | 1 - 1     | Estados Unidos | Grupo D      |
| 29-06-2002 | Corea del Sur | 2 - 3     | Turquía        | Tercer lugar |

### Curiosidades
- El Estadio Mundialista de Daegu, el Mundialista de Suwon (en Corea del Sur), el Estadio Internacional de Yokohama y el Estadio de Saitama (estos dos últimos en Japón), fueron los únicos estadios en el Mundial 2002 que albergaron cuatro encuentros cada uno.
- A pesar de la gran cantidad de estadios utilizados para el Mundial 2002, los dos últimos partidos los disputó Corea del Sur; curiosamente no ganó ninguno de esos encuentros.
- El gol del turco Hakan Şükür a Corea del Sur en el partido por el tercer y cuarto puesto es el gol más rápido en la historia de las Copas Mundiales.